# Uridin-difosfat glukoza
Uridin difosfat glukoza (uracil-difosfat glukoza, UDP-glukoza) je nukleotidni šećer. Ovaj molekul učestvuje u metaboličkim glikoziltransferaznim reakcijama .

## Funkcije
Uridin-difosfat glukoza se koristi u metabolizmu nukleotidnih šećera kao aktivirana forma glukoze koja je supstrat enzima glukoziltransferaza. Ovaj molekul je prekurzor glikogena. On može da bude konvertovan u UDP-galaktozu i UDP-glukuronsku kiselinu. Ovi molekuli su supstrati enzima koji formiraju polisaharide od galaktoze i glukuronske kiseline.
-glukoza može takođe da bude prekurzor suharoznih lipopolisaharida i glikosfingolipida.

## Komponente
-glukoza se sastoji od pirofosfatne grupe, pentoznog šećera riboze, glukoze, i nukleobaze uracila.